# Łamed wownik
Łamed wownik (jid. ‏למד־וואָווניק‎), jeden z Trzydziestu Sześciu Sprawiedliwych, zwanych też Nistarim (z hebr. „ukryci”) – według wierzeń folkloru żydowskiego jeden z 36 sprawiedliwych żyjących w danym pokoleniu, od których zasług zależy los świata i ludzkości. Określenie łamed wownik wywodzi się od hebrajskich liter lamed ‏ל‎ i waw ‏ו‎, których wartość liczbowa wynosi odpowiednio 30 i 6 .
U źródeł tego wierzenia leży biblijny werset z Księgi Przysłów 10,25, mówiący o tym, że sprawiedliwy jest podstawą świata, rozwinięty w Talmudzie w legendę o 36 sprawiedliwych, którzy codziennie obcować mają z Szechiną. Jednemu z nich ma być dane zostanie Mesjaszem, jeśli tylko pokolenie okaże się tego godne. Łamed wownicy żyć mają – nie wyróżniając się niczym – pośród innych Żydów, dzieląc z nimi dole i niedole wygnania. Pod groźbą śmierci nie wolno im ujawniać swojego prawdziwego oblicza, tylko w przypadku zagrożenia gminy stają na jej czele i przejmują rolę przywódczą. Gdy zagrożenie mija, z powrotem stają się anonimowymi i niewyróżniającymi się członkami społeczności żydowskiej. 
Wszystkich 36 łamed wowników swojego pokolenia znać miał i udzielać im materialnej pomocy Baal Szem Tow. Wielki przeciwnik chasydów Eliasz ben Salomon Zalman miał z kolei znać jednego łamed wownika o imieniu Lejb pracującego w gorzelni.